# ザ・ターゲット
『ザ・ターゲット』（Shadow Conspiracy）は、1997年のアメリカ合衆国のポリティカル・スリラー映画。ジョージ・P・コスマトスの遺作であり、チャーリー・シーン、ドナルド・サザーランド、リンダ・ハミルトン、サム・ウォーターストンが出演している。2003年11月にブエナ・ビスタ・ホーム・エンターテイメントからDVDが発売された。

## 登場人物
ボビー・ビショップ
演 - チャーリー・シーン
大統領補佐官。アマンダとは次第に良い関係を築くようになる。事件解決後は活躍を認められ、主席補佐官に抜擢されるが断った。
ジェイク・コンラッド
演 - ドナルド・サザーランド
主席補佐官。今回の事件の黒幕。最後は追い詰められて拳銃で自殺する。
アマンダ・ギブンズ
演 - リンダ・ハミルトン
新聞記者。陽動などでボビーを助ける。
エージェント
演 - スティーブン・ラング
ボビーを追いかける男。ポチェンコなど複数の人物を殺害する。最後はボビーとの戦いに敗れ、射殺される。
サクソン
演 - ベン・ギャザラ
副大統領。
ユーリ・ポチェンコ
演 - セオドア・ビケル
教授。狙撃され殺害される。
トインビー
演 - スタンリー・アンダーソン
司法長官。
大統領
演 - サム・ウォーターストン
暗殺の魔の手に狙われる。
ペイジ
演 - ゴア・ヴィダル
下院議員。
フランク・ライデル
演 - テリー・オクィン
ヘラルド社に勤めている。
タマラ
ポチェンコの友人。しかし、殺害される。

## ストーリー
若き大統領補佐官ボビー・ビショップは、大学時代の恩師・ポチェンコ教授から“大事な話がある”として急遽呼び出された。しかし、ポチェンコは待ち合わせ場所にやって来たビショップの目前で何者かに狙撃され殺害されてしまう。ビショップは命を狙われながらも、ワシントン・ヘラルド紙の記者・アマンダの協力を得て、教授が伝えようとしたことを調べ始める。そして、調査を進めていくうちに巨大な陰謀が進行している事に気付く。

## キャスト
| 役名                   | 俳優                     | 日本語吹替                                                                                       |
| ---------------------- | ------------------------ | ------------------------------------------------------------------------------------------------ |
| ボビー・ビショップ     | チャーリー・シーン       | 堀内賢雄                                                                                         |
| ジェイク・コンラッド   | ドナルド・サザーランド   | 家弓家正                                                                                         |
| アマンダ・ギブンズ     | リンダ・ハミルトン       | 高島雅羅                                                                                         |
| エージェント           | スティーブン・ラング     | （台詞なし）                                                                                     |
| サクソン副大統領       | ベン・ギャザラ           | 宮田光                                                                                           |
| グラッソ               | ニコラス・タトゥーロ     | 荒川太郎                                                                                         |
| ユーリ・ポチェンコ教授 | セオドア・ビケル         | 荒川太郎                                                                                         |
| トインビー司法長官     | スタンリー・アンダーソン | 長島雄一                                                                                         |
| ブラックバーン         | チャールズ・シオフィ     | 筈見純                                                                                           |
| ブライズ               | ポール・グリーソン       | 幹本雄之                                                                                         |
| フランク・ライデル     | テリー・オクィン         | 沢木郁也                                                                                         |
| 大統領                 | サム・ウォーターストン   | 稲葉実                                                                                           |
| ペイジ下院議員         | ゴア・ヴィダル           | 石波義人                                                                                         |
| 役不明又はその他       |                          | 喜多川拓郎 小形満 渡辺美佐 北川勝博 堀川仁 中澤やよい 岩松廉 高瀬右光 青山穣 岡本章子 佐藤ゆうこ |
|                        |                          |                                                                                                  |
| 翻訳                   |                          | 徐賀世子                                                                                         |
| 演出                   |                          | 春日一伸                                                                                         |
| 調整                   |                          | 高橋慶美                                                                                         |
| 制作                   |                          | 東和ビデオ株式会社 ニュージャパンフィルム                                                        |

## 製作
撮影は12週間かけて行われ、リッチモンド、ジョージタウン、ボルチモアで主要撮影が行われた。

## 評価
『ザ・ターゲット』は批評家から酷評されている。Rotten Tomatoesでは28件の批評が寄せられ支持率0%、平均評価3.2/10となっており、「『ザ・ターゲット』は時間との戦いというスリリングな展開で観客を興奮させるのではなく、才能ある俳優を騙してどうしようもなく酷い脚本を選ばせる秘密結社が存在することを示唆している」と批評している。